# Bo Skogh
Bo Vilhelm Skogh, född den 20 februari 1896 i Åtvids församling, Östergötlands län, död den 31 juli 1970 i Stockholm, var en svensk militär.
Skogh avlade studentexamen i Linköping 1914.  Han blev fänrik vid Andra livgrenadjärregementet 1916, löjtnant där 1919 och vid Livgrenadjärregementet 1928, kapten där 1931. Skogh genomgick Krigshögskolan 1925–1927. Han befordrades till major vid Norrbottens regemente 1939, till överstelöjtnant vid första militärbefälhavarstaben 1942 och till överste på reservstat 1944, i första militärområdets reserv 1956. Skogh var generalsekreterare i Centralförbundet för befälsutbildning 1944–1961 och ledamot av hemvärnsrådet 1944–1961. Han blev riddare av Svärdsorden 1937 och kommendör av samma orden 1956. Skogh vilar i en familjegrav på Nya kyrkogården i Västervik.